# Избори за савезне посланике у Веће грађана Савезне скупштине СРЈ децембра 1992.
Избори за савезне посланике у Веће грађана Савезне скупштине СРЈ децембра 1992 су одржани 20 децембра 1992.
Савезну владу су формирали СПС и ДПС, док је изабран за савезног премијера Радоје Контић из ДПС-а.

## Коначни резултати
Бирано је укупно 138 савезних посланика и то у Републици Србији 108 савезних посланика и у Републици Црној Гори 30 савезних посланика.
| Назив изборне листе, односно ближа ознака те листе                                    | Број гласова | %    | Број мандата |
| ------------------------------------------------------------------------------------- | ------------ | ---- | ------------ |
| Социјалистичка партија Србије                                                         | 1.478.918    | 31,4 | 47           |
| Српска радикална странка                                                              | 1.056.539    | 22,4 | 34           |
| Демократски покрет Србије                                                             | 809.731      | 17,2 | 20           |
| Демократска партија социјалиста Црне Горе                                             | 130.431      | 2,8  | 17           |
| Демократска странка                                                                   | 280.183      | 6,0  | 5            |
| Социјалистичка партија Црне Горе                                                      | 36.390       | 0,8  | 5            |
| Народна странка Црне Горе                                                             | 34.436       | 0,7  | 4            |
| Демократска заједница војвођанских Мађара                                             | 106.036      | 2,3  | 3            |
| Коалиција Демократске странке и Реформистичке демократске странке Војводине           | 101.234      | 2,2  | 2            |
| Коалиција Демократска странка − Реформистичка демократска странка и Грађанска странка | 58.505       | 1,3  | 1            |
| Српска опозиција                                                                      | 200.044      |      | 0            |
| Српска народна обнова                                                                 | 112.912      |      | 0            |
| Социјал-демократска партија                                                           | 71.229       |      | 0            |
| Савез комуниста покрет за Југославију                                                 | 51.207       |      | 0            |
| Лига социјалдемократа Војводине и Народна сељачка странка                             | 35.943       |      | 0            |
| Сељачка странка Србије                                                                | 29.915       |      | 0            |
| Југословенска демократска странка добре воље                                          | 17.401       |      | 0            |
| Странка демократске акције                                                            | 14.954       |      | 0            |
| Демократски савез Хрвата у Војводини                                                  | 13.725       |      | 0            |
| Странка демократске акције Црне Горе                                                  | 11.706       |      | 0            |
| Нова зелена странка                                                                   | 7450         |      | 0            |
| Народна демократска странка и Српска демократска странка Црне Горе                    | 6548         |      | 0            |
| Демократска реформска странка муслимана                                               | 6534         |      | 0            |
| Нови комунистички покрет Југославије                                                  | 5678         |      | 0            |
| Удружење ратника 1991/1992                                                            | 4349         |      | 0            |
| Радничка партија Југославије                                                          | 4222         |      | 0            |
| Демократска странка Црне Горе                                                         | 4214         |      | 0            |
| Покрет за заштиту људских права                                                       | 3427         |      | 0            |
| Демохришћанска (православна) странка                                                  | 2850         |      | 0            |
| Група грађана Западна Србија                                                          | 2746         |      | 0            |
| Српска народна обнова за Црну Гору и Херцеговину                                      | 2643         |      | 0            |
| Демократска политичка партија Рома Србије и Југославије                               | 2496         |      | 0            |
| Југословенска демократска странка                                                     | 2105         |      | 0            |
| Група грађана − удружење Божур                                                        | 1283         |      | 0            |
| Српски отаџбински покрет                                                              | 983          |      | 0            |
| Савезна странка Југословена                                                           | 955          |      | 0            |
| Број важећих гласачких листића                                                        | 4.709.992    |      | 138          |